# Зидов, Карл Леопольд Адольф
Карл Леопо́льд Адо́льф Зи́дов (нем. Karl Leopold Adolf Sydow; 23 ноября 1800, Шарлоттенбург — 23 октября 1882, Берлин) — протестантский богослов.

## Биография
Родился в Берлине 23 ноября 1800 года. Учился в сельской школе; с 9 до 12 лет получал частные уроки; окончил гимназию «Zum grauen Kloster» в Берлине.
Изучал богословие в Берлинском университете, в частности, у Г. Менкена, А. Неандера и Ф. Шлейермахера. В 1822 году занял должность регента (репетитора, «гражданского гувернёра») в Берлинском кадетском корпусе. В 1827 году сдал университетский экзамен.
Служил священником в Берлинском кадетском корпусе. В 1836 году Фридрихом Вильгельмом III был приглашён в Потсдам в качестве придворного и гвардейской дивизии проповедника.
В 1841 году Фридрих Вильгельм IV ввёл его в состав комиссии по изучению церковных отношений в Англии для оценки возможности применения их в Пруссии. К. Зюдов не считал англиканскую церковь образцом для нового церковного порядка и предлагал сделать основой его церковные общины. Наблюдения, полученные в поездке в Англию, он опубликовал в соавторстве с другими членами комиссии. Кроме того, издал книгу в поддержку имевшегося тогда в Шотландии движения за отделение церкви от государства.
С 1844 года состоял в Синоде округа Потсдам. Из-за приверженности свободе исповеди на генеральном Синоде 1846 года разошёлся во взглядах с Фридрихом Вильгельмом IV.
В 1848 году был избран в Берлинское национальное собрание.
В 1848—1876 годы возглавлял один из приходов на месте Нового храма в Берлине. В 1858 году ему была присуждена степень доктора богословия Йенского университета. За свободные воззрения, высказанные в проповеди о Рождестве Христовом, Зюдов подвергся строгому выговору со стороны высшего церковного совета Пруссии.
Был одним из соучредителей «Ежемесячного журнала униатской евангелической церкви», одним из основателей «Общества протестантов»; состоял членом общества Густава-Адольфа.
Умер 23 октября 1882 года. Похоронен на 2-м кладбище прихода Иерусалимской и новой церкви (3-й участок).

### Семья
Отец — мэр Шарлоттенбурга.
Жена (с 1828) — Розалия Циглер (нем. Rosalie Ziegler; ? — 1840); 7 детей.

## Избранные труды
- Otto G. v.[нем.], Uhde H. F., Sydow A., Sydow A. v.[нем.], Stüler A. Amtliche Berichte über die in neuerer Zeit in England erwachte Thätigkeit für die Vermehrung und Erweiterung der kirchlichen Anstalten. — Stuhr, 1845.
- Sydow A. Aktenstücke betreffend das vom Königlichen Consistorium der Provinz Brandenburg über mich verhängte Disciplinarverfahren wegen meines Vortrags «Ueber die wunderbare Geburt Christi». — 2. Aufl. — Berlin: Henschel, 1873. — 4+152 S.
- Sydow A. Bericht über Church-Extension in Englang. — Potsdam, [1845]. — 51 S.
- Sydow A. Beiträge zur Charakteristik der kirchenlichen Dinge in Grossbritannien: 2 Bände. — Potsdam: Stuhr, 1845.
- Sydow A. Sammlung geistlicher Vorträge. — Berlin: Dümmler, 1838. — 445 S.

Совместно с Ф. А. Шульце перевёл и издал (1850—1855) пятнадцать томов работ У. Э. Ченнинга.

## Комментарии
1. ↑  В библиографии чаще A. Sydow — Adolf Sydow.
2. ↑  По другим данным — в 1853[2].
3. ↑  В 1872 году в лекции заявил, что Иисус был реальным сыном Иосифа и Марии, после чего Бранденбургская консистория отстранила его от должности[3].
4. ↑  нем. Die Monatszeitschrift für die unierte evangelische Kirche; с 1854 — Protestantische Kirchenzeitung[3].
5. ↑  По другим данным — 22 октября[3].